# Sem takšen, ker sem živ
Sem takšen, ker sem živ je peti studijski album skupine Faraoni. Album se je snemal od decembra 1995 do novembra 1996 v Studiu Hendrix, razen skladba »Ljubi, ne čakaj«, ki je bila posneta v Studiu JORK. Album je izšel leta 1996 pri založbi ZKP RTV Slovenija.

## Seznam skladb
| Št. | Naslov                     | Pisec                                                    | Dolžina |
| --- | -------------------------- | -------------------------------------------------------- | ------- |
| 1.  | „Sem takšen (ker sem živ)‟ | Ferdinand Maraž-Drago Mislej-Ferdinand Maraž             | 3:35    |
| 2.  | „Lahko bi ostal‟           | Enzo Hrovatin-Miša Čermak-Enzo Hrovatin                  | 4:23    |
| 3.  | „Jaz te nimam rad‟         | Enzo Hrovatin-Drago Mislej-Enzo Hrovatin                 | 4:14    |
| 4.  | „Ti nisi sam‟              | Enzo Hrovatin-Miša Čermak-Sašo Fajon                     | 3:09    |
| 5.  | „Vse kar imam‟             | Enzo Hrovatin, Ferdinand Maraž-Miša Čermak-Enzo Hrovatin | 4:02    |
| 6.  | „Srečna‟                   | Enzo Hrovatin-Miša Čermak-Enzo Hrovatin                  | 4:00    |
| 7.  | „Tvoje ime‟                | Ferdinand Maraž-Nevenka Murovec-Ferdinand Maraž          | 4:01    |
| 8.  | „Ljubi, ne čakaj‟          | Arif Sulejmanovič-Arif Sulejmanovič-Faraoni              | 3:16    |

## Zasedba
Faraoni
- Slavko Ivančić – solo vokal
- Enzo Hrovatin – kitara, vokal
- Nelfi Depangher – bobni, vokal
- Piero Pocecco – bas, vokal
- Ferdi Maraž – klaviature, vokal

Gostje
- Zdenko Cotič - akustična kitara (1)
- Stane Bakan - slide kitara (2)
- Sašo Fajon - klaviature (4)